# Diego Ameixeiras
Diego Ameixeiras Novelle (Lausana, 5 de noviembre de 1976) es un escritor, periodista y guionista gallego en lengua gallega, aunque varias de sus obras están traducidas al castellano.

## Biografía
Trabajó en Diario de Pontevedra, El Mundo-Galicia y en programas y series de ficción emitidas por TVG como Terra de Miranda, Os Atlánticos, Matalobos y O Faro. En la actualidad escribe semanalmente en La Voz de Galicia.
Sus novelas, en las que frecuenta los mundos marginales y la crítica social, se inscriben en el género negro. Con Conduce rápido fue finalista del Premio Hammett 2017 de la Semana Negra de Gijón. 

## Obra literaria

### Narrativa
- Baixo mínimos (Xerais, 2004)
- O cidadán do mes (Xerais, 2006)
- Tres segundos de memoria (Xerais, 2006)
- Dime algo sucio (Xerais, 2009) - Dime algo sucio, trad.: Carmen Pereiro. Pulp Books, 2011.
- Asasinato no Consello Nacional (Xerais, 2010)
- Historias de Oregón (Xerais, 2011)
- Todo OK (Xerais, 2012)
- Matarte lentamente (Xerais, 2013) - Matarte lentamente, trad.: Isabel Soto. Akal, 2015.
- Conduce rápido (Xerais, 2014) - Conduce rápido, trad.: Isabel Soto. Akal, 2017.
- A noite enriba (Xerais, 2015) - La noche del Caimán, trad.: Diego Ameixeiras e Isabel Soto. Fondo de Cultura Económica, 2020.
- A crueldade de abril (Xerais, 2018) - La crueldad de abril. Akal. 2018.

### Teatro
- Curriculum vitae (2012; junto con Álex Sampayo, Borja F. Caamaño, Avelino González, Araceli Gonda, José Prieto y Manuel Cortés)
- O aniversario (2015)
- Get Back[1] (2016)

### Antologías
- Charco Negro (WuWei, Buenos Aires / Unomasuno, Madrid, 2013)

### Filmografía
- 18 comidas (Jorge Coira, 2010). Guion con Jorge Coira y Araceli Gonda.
- La mujer del eternauta (Adán Aliaga, 2011). Guion con Adán Aliaga.
- María (y los demás) (Nely Reguera, 2016). Guion con Nely Reguera, Valentina Viso, Eduard Solà y Roguer Sogues.
- Trote (Xacio Baño, 2018). Guion con Xacio Baño.

### Traducción
- Colleita vermella, de Dashiell Hammett (Hugin e Munin, 2016).
- O longo adeus, de Raymond Chandler, con Alejandro Tobar. (Hugin e Munin, 2019).

## Galardones y nominaciones
- Finalista Premio Hammett 2017 por Conduce rápido.
- Premio Mestre Mateo 2017 al mejor guion junto a Nely Reguera, Eduard Sola, Valentina Viso y Roger Sogues por María y los demás.
- Premio Losada Diéguez de creación literaria 2015 por Conduce rápido.
- Premio de Novela por entregas de La Voz de Galicia 2011 por Historias de Oregón.
- Premio del Director de la Semana Negra de Gijón 2011 por Dime algo sucio.
- Premios Mestre Mateo 2010 al mejor guion junto a Jorge Coira y Araceli Gonda por 18 comidas.
- Premio Irmandade do Libro 2010 por Asasinato no Consello Nacional.
- Premio Xerais 2006, por Tres segundos de memoria.